# 妙好人
妙好人（みょうこうにん）とは、浄土教の篤信者、特に浄土真宗の在俗の篤信者を指す語である。
語源は、善導の『観無量寿経疏』散善義において、念仏者を
「明若能相続念仏者 此人甚為希有 更無物可以方之 故引分陀利為喩 言分陀利者 名人中好華 亦名希有華 亦名人中上上華 亦名人中妙好華 此華相伝名蔡華是 若念仏者 即是人中好人 人中妙好人 人中上上人 人中希有人 人中最勝人也」
（訓読 - もしよく相続して念仏するものは、この人はなはだ希有なりとなす、さらに物としてもつてこれに方ぶべきなし。ゆゑに分陀利を引きて喩へとなすことを明かす。「分陀利」といふは、人中の好華と名づけ、また希有華と名づけ、また人中の上上華と名づけ、また人中の妙好華と名づく。この華相伝して蔡華と名づくるこれなり。もし念仏するものは、すなはちこれ人中の好人なり、人中の妙好人なり、人中の上上人なり、人中の希有人なり、人中の最勝人なり。）
と賞賛したことによる。もともとは念仏者・浄土願生者を指す語である。
在俗の篤信者の語意として使われるようになったのは、1753年に編纂された、石見国邑智郡の浄泉寺（島根県邑南町市木）の浄土真宗（本願寺派）の僧侶・仰誓（履善の父）が編纂した『新聞妙好人伝』からである。以後、全国で布教し寄進を募り西本願寺教団の財政を立て直したことで知られる僧純の編集した『妙好人伝』五編（1842年・天保13、一編は『新聞妙好人伝』の再編）とつづき、江戸期から明治初期にかけて何篇かの妙好人伝が編まれた。
妙好人を最初に取り上げた知識人は、禅の研究者として鈴木大拙であった。その後、思想家の柳宗悦が鳥取県を対象としたフィールドワークを纏めて『妙好人 因幡の源左』を発表し、一般に妙好人という概念が広く知られる事となった。また、小説家の司馬遼太郎は、紀行文集『街道をゆく』「因幡･伯耆のみち」において妙好人に触れ、日常の瑣末のことがらにまで仏教的な悟りに似た境地にある一般人を指すと言い、また同時に歴史的存在であるとも述べている。
妙好人は、もっぱらその言行をもって周囲から尊称された人物とも言える。江戸～明治期において市井に生きる人々の言葉が後世に残る事は稀であり、メディアが急速に発達した近代～現代の人物を妙好人と評するに議論が分かれる論拠となる。

## 妙好人とされる主な人物
- 赤尾の道宗（?-1516年）
- 因幡の源左（足利喜三郎、1842年-1930年）
- 石見の才市（浅原才市、1851年-1932年）
- 有福の善太郎（1782年-1856年）
- 讃岐の庄松（1799年-1871年）
- 六連島のお軽（1801年-1857年）